# Horacio Casarín
Horacio Casarín Garcilazo (ur. 25 maja 1918 w mieście Meksyk, zm. 10 kwietnia 2005 tamże) – meksykański piłkarz występujący na pozycji napastnika, w późniejszych latach trener.

## Początki
Horacio urodził się w średnio zamożnym domu w mieście Meksyk jako syn Joaquína Vidala Casarína i Carloty Garcilaso. Posiadał czworo rodzeństwa.

## Kariera klubowa
Casarín w młodym wieku zaczął trenować w juniorach Necaxy. Do pierwszego zespołu, w wieku 17 lat, wprowadził go węgierski szkoleniowiec Sigfrid Roth. Z początku trener umieszczał piłkarza na pozycji obrońcy, jednak szybko przekwalifikowano go na napastnika. W seniorskim zespole Necaxy Casarín zadebiutował 9 lutego 1936 w spotkaniu z Real Club España i już wtedy zdobył pierwszego gola w profesjonalnej karierze. Był podstawowym zawodnikiem drużyny tzw. "Jedenastu Braci", którzy zdobyli dla Necaxy 4 tytuły mistrzowskie w latach 30 (1933, 1935, 1937, 1938). Już w wieku 19 lat został jednym z największych idoli kibiców meksykańskich. Pod koniec 1937 roku w spotkaniu Necaxy z Asturias został brutalnie sfaulowany i doznał poważnej kontuzji, która wykluczyła go ze spotkań reprezentacji. Zachowanie piłkarza Asturias skrytykował m.in. Fernando Marcos, znany piłkarz, sędzia, trener i komentator sportowy. W 1942 roku Casarín przeszedł do Atlante, choć posiadał również ofertę z Amériki. W nowym klubie zdobył 2 tytuły mistrzowskie i 94 gole, dzięki czemu zajął drugie miejsce w klasyfikacji najlepszych strzelców w historii klubu, zaraz za Cabinho, który w latach 1979-1982 aż 102 razy trafiał do bramki rywala. Dzięki dobrym występom Casarína zakupiła hiszpańska FC Barcelona, w której występował jednak bardzo krótko z powodu problemów z kontraktem. Meksykanin wrócił do ojczyzny, gdzie występował w Real Club España aż do 1950 roku, kiedy to zespół rozwiązano. W latach 1950-1957 występował w drużynach takich jak Necaxa, Veracruz, Zacatepec, Atlante, Club América i Monterrey.
Łącznie w amatorskiej Liga Mayor i profesjonalnej Primera División Horacio Casarín strzelił 236 goli i zajmuje 3. miejsce wśród najskuteczniejszych Meksykanów w ojczystej lidze, zaraz za Carlosem Hermosillo i Jaredem Borgettim.

## Kariera reprezentacyjna
Casarín zrobił wrażenie na selekcjonerze Rafaelu Garzy Gutiérrezie w wieku 19 lat. W 1937 roku zadebiutował w reprezentacji narodowej, która niedługo potem została podzielona na dwie ekipy: "A" i "B". Drużyna "A" miała pojechać na mundial 1938 (ostatecznie Meksyk w nich nie uczestniczył), a grupa "B", do której należał Casarín miała uczestniczyć w igrzyskach Ameryki Środkowej i Karaibów w Panamie. Casarin dopiero wieku 32 lat wystąpił na MŚ 1950, gdzie 2 lipca strzelił gola Szwajcarii w meczu fazy grupowej. Nieoficjalnie strzelił 56 goli w kadrze narodowej, jednak oficjalnie uznaje się tylko 15 z nich.

## Kariera trenerska
Horacio Casarín pełnił funkcję grającego trenera w Zacatepec oraz w reprezentacji Meksyku. W latach 1978-1983 ponownie trenował Zacatepec, a później Tecos UAG. Największe sukcesy w roli trenera odnosił jednak w Atlante, z którym zdobył Puchar Mistrzów CONCACAF w 1983 roku. Jego podopiecznymi w stołecznym klubie byli m.in. Grzegorz Lato i Cabinho. Casarín zmarł 10 kwietnia 2005 w wieku 86 lat w wyniku powikłań związanych z chorobą Alzheimera.